# Kirchheim am Ries
Kirchheim am Ries è un comune tedesco di 1 850 abitanti situato nel land del Baden-Württemberg.

## Amministrazione

### Gemellaggi
- Solarolo